# Перша річниця Конституції України (монета)
«Пе́рша річни́ця Конститу́ції Украї́ни» — пам'ятна монета номіналом 2 гривні, випущена Національним банком України. Присвячена першій річниці Конституції України.
Монету було введено в обіг 1 грудня 1997 року. Вона належить до серії «Відродження української державності».

## Опис монети та характеристики
| Номінал грн. | Метал                 | Маса, грам | Діаметр, мм. | Якість виготовлення | Гурт     | Тираж, штук |
| ------------ | --------------------- | ---------- | ------------ | ------------------- | -------- | ----------- |
| 2            | мідно-нікелевий сплав | 14,35      | 33,0         | пруф-лайк           | рифлений | 20 000      |

### Аверс
На аверсі монети в центрі кола, утвореного намистовим узором, розміщено зображення малого Державного Герба України в обрамленні гілок калини. Над гербом розміщена дата «1997» — рік карбування монети. По колу написи: вгорі «УКРАЇНА», внизу у два рядки «2 ГРИВНІ». Написи відокремлені один від одного декоративними знаками.

### Реверс

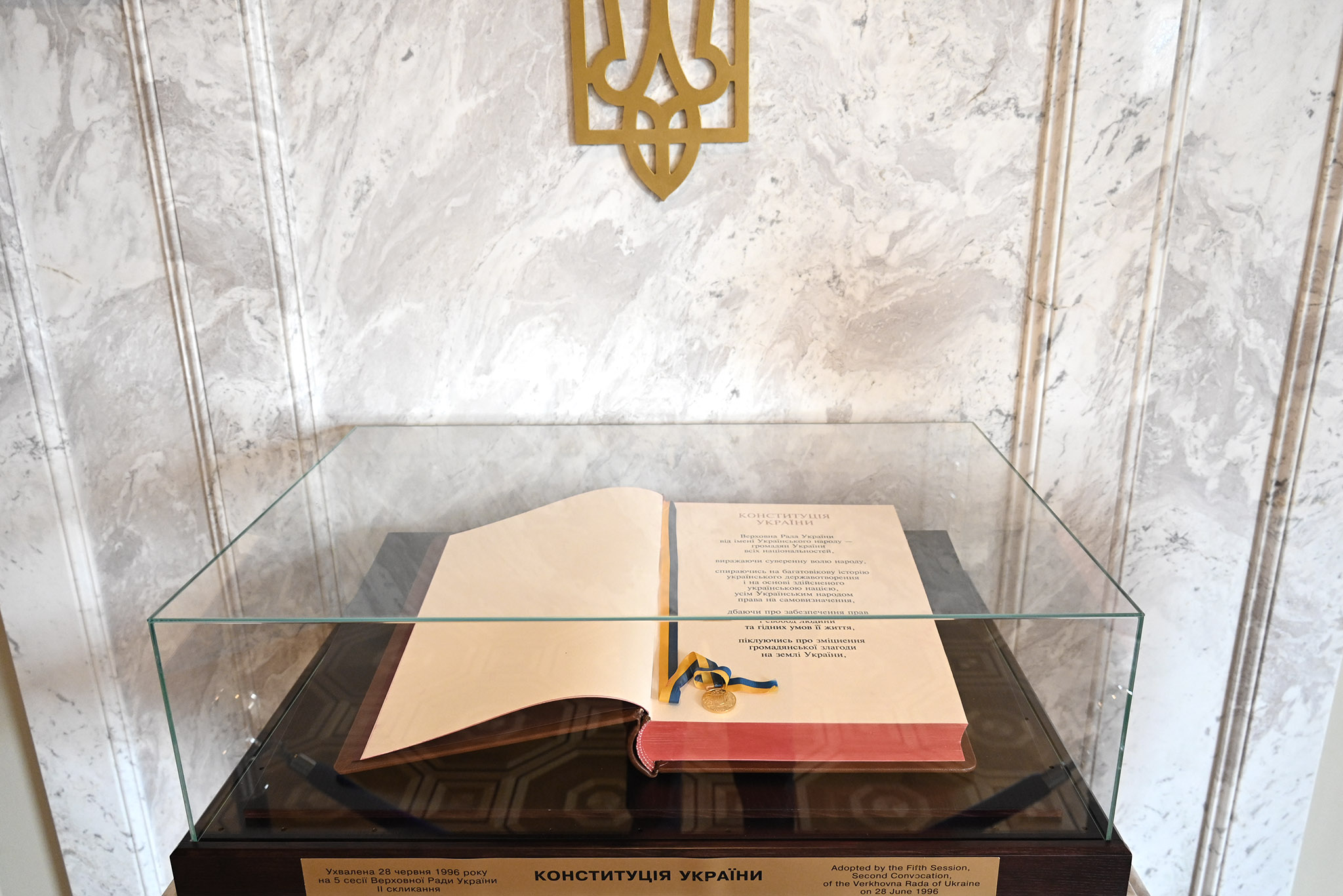
Конституція України

На реверсі монети зображено картуш з написом на ньому у три рядки «28 ЧЕРВНЯ 1996». Над картушем — геральдичний орнамент. Вся композиція обрамлена намистовим узором. По колу монети напис «ПЕРША РІЧНИЦЯ КОНСТИТУЦІЇ УКРАЇНИ».

## Автори
- Художник — Івахненко Олександр.
- Скульптор — Чернай Ян.

## Вартість монети
Під час введення монети в обіг 1997 року, Національний банк України реалізовував монету за ціною 4 гривні.
Фактична приблизна вартість монети з роками змінювалася так:
| Рік        | 2005 | 2006 | 2007 | 2008 | 2009  | 2010  | 2011  | 2012  | 2013  | 2014  | 2015  | 2016  | 2017  | 2018  | 2019  | 2020  | 2021  | 2022  | 2023  | 2024  | 2025  |
| ---------- | ---- | ---- | ---- | ---- | ----- | ----- | ----- | ----- | ----- | ----- | ----- | ----- | ----- | ----- | ----- | ----- | ----- | ----- | ----- | ----- | ----- |
| Ціна, грн. | 270  | 550  | 670  | 850  | 1 050 | 1 050 | 1 050 | 1 050 | 1 050 | 1 100 | 2 000 | 1 800 | 1 800 | 2 200 | 2 250 | 2 200 | 2 350 | 2 800 | 3 800 | 5 300 | 7 400 |